# Biblioteca Virtual da FAPESP
A Biblioteca Virtual da FAPESP disponibiliza informações em Ciência, Tecnologia e Inovação com destaque para Auxílios à pesquisa e Bolsas apoiados pela FAPESP.

## Sobre a BV FAPESP

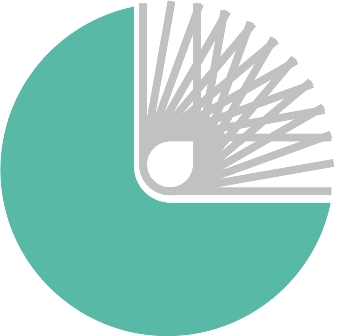
BV FAPESP

A Biblioteca Virtual da Fundação de Amparo à Pesquisa do Estado de São Paulo é uma das ferramentas institucionais que contribui para garantir aos cidadãos o direito de acesso às informações sob a guarda da Fundação, em todas as áreas do conhecimento, bem como para possibilitar o intercâmbio de dados, referentes aos auxílios e bolsas apoiados pela FAPESP, com outros sistemas de informação acadêmica. Os trabalhos técnicos são realizados por meio da utilização de modernos recursos da tecnologia de comunicação e informação, segundo regras e padrões internacionais de tratamento da informação para a organização de conteúdos em meio digital.
A BV-FAPESP utiliza interfaces públicas em português e inglês para disseminação das seguintes informações referenciais, ou seja, aquelas apresentadas na forma com que são produzidas por seus autores: pesquisador responsável, título do projeto e resumo, além das demais informações de identificação dos projetos aprovados pela FAPESP.
Outros produtos de valor agregado são acrescidos e estão disponíveis nos registros de informação e nas páginas da BV-FAPESP: pesquisadores responsáveis e beneficiários de projetos de pesquisa; mapas e gráficos que ilustram o apoio da FAPESP; acordos e convênios nacionais e internacionais aos quais estão vinculados bolsas e auxílios de pesquisa; instituições-sede de pesquisa; publicações científicas e acadêmicas resultantes de projetos de pesquisa; assuntos e tabela de áreas do conhecimento.

## Objetivos
- Promover e tornar disponível à sociedade civil a informação referencial, de caráter público, sobre bolsas e projetos de pesquisa apoiados pela FAPESP;
- Contribuir para ampliar o acesso ao conhecimento científico e tecnológico, em nível nacional e internacional, por meio da divulgação da pesquisa financiada pela Fundação em todas as áreas temáticas;
- Preservar e disseminar a memória institucional da FAPESP.

## Público-alvo
- Comunidade científica e tecnológica, no Brasil e no exterior, envolvida na produção, disseminação, uso e preservação do conhecimento científico;
- Beneficiários dos programas da FAPESP;
- Diretorias, gerências e setores da FAPESP;
- Sociedade civil, para que conheça a contribuição da FAPESP ao desenvolvimento do conhecimento científico.

## Histórico
Idealizada em 2003, em consonância com a proposta do Conselho Nacional de Desenvolvimento Científico e Tecnológico – CNPq para a Política Nacional de Preservação da Memória da Ciência e Tecnologia no país, criada em 2004 e inaugurada em 2005, a Biblioteca Virtual do Centro de Documentação e Informação da FAPESP - BV/CDi oferece informação referencial sobre bolsas e auxílios concedidos pela Fundação. É construída com base em modernos recursos de Tecnologia da Informação e Comunicação (TIC) e em regras internacionais de tratamento da informação.